# Sven Andersson (fotbollsspelare född 1945)
Sven Andersson, född 18 april 1945, är en svensk före detta fotbollsspelare- och tränare.

## Karriär
Andersson spelade för IF Elfsborg i Allsvenskan mellan 1966 och 1974, med undantag för 1972 då klubben spelade i Division 2. 
Han spelade nio U19-landskamper, tre U21-landskamper samt tre landskamper för Sveriges A-landslag.
Andersson blev 2016 invald i IF Elfsborgs "Hall of Fame".